# Paul Janet
Paul Alexandre René Janet (ur. 30 kwietnia 1823 w Paryżu, zm. 4 października 1899 tamże) – francuski filozof.

## Życiorys
Był profesorem filozofii moralnej w Bourges (1845–1848) i Strasburgu (1848–1857). Następnie uczył logiki w Lycée Louis-le-Grand w Paryżu (1857–1864). W 1864 objął katedrę filozofii na Uniwersytecie Paryskim oraz wybrany na członka Akademii Nauk Moralnych i Politycznych. Był zwolennikiem filozofii Victora Cousina, jego interpretacji filozofii Hegla i spirytualizmu.
Jego imieniem nazwano wysepkę na Antarktydzie.

## Dzieła
- Les causes finales. 1876.
- Le cerveau et la pensée. 1867.
- La crise philosophique. MM. Taine, Renan, Littré et Vacherot. 1865.
- Éléments de morale. 1870.
- Essai sur la dialectique dans Platon et dans Hegel. 2. Aufl. 1860.
- La famille. Leçons de philosophie morale. 10. Aufl. 1873.
- Histoire de la science politique dans ses rapports avec la morale. 3. Aufl. 1886 (2 Bde.).
  - wyd. pl: Historja doktryn politycznych, 1923,
- Les maitres de la pensée moderne. 1883.
- Le matérialisme contemporain en Allemagne. 3. Aufl. 1878 (deutsch, Leipzig 1885)
- La morale. 1874.
- Les origines du socialisme contemporain. 1883.
- Philosophie de la Révolution francaise. 1875.
- Philosophie du bonheur. 4. Aufl. 1873.
- La philosophie française contemporaine. 1879.
- Les problèmes du XIX. siècle. 1872.
- Saint-Simon et le Saint-Simonisme. Germer Baillière, Paris 1878.
- Traité élémentaire dephilosophie. 4. Aufl. 1884.
- Victor Cousin et son Œuvre. Calmann Lévy, Paris 1885.